# Côte de l'Or
Pour les articles homonymes, voir Côte-d'Or (homonymie).
La Côte de l'Or (en portugais : Costa do Ouro ; en anglais : Gold Coast) est la côte africaine donnant sur le golfe de Guinée entre le cap des Trois-Pointes à l'ouest et le cap Saint-Paul à l'est, dans l'actuel Ghana.
Dès les premiers voyages européens d'exploration du XVe siècle jusqu'au XIXe siècle, ce genre d'expression a servi à désigner l'ensemble des comptoirs de la côte de Guinée, c'est-à-dire la bande littorale s'étendant du Liberia au Nigeria, où les Européens trafiquaient des marchandises spécifiques avec les populations locales. D'ouest en est se succédaient ainsi la Côte du Poivre, la Côte d'Ivoire, la Côte de l'Or et la Côte des Esclaves. Pour ce qui est de la Côte de l'Or, il s'agit des comptoirs où les Européens pouvaient échanger leurs articles contre du minerai d'or extrait des filons du Haut Ghana, le pays des Ashantis. L'expression s'est conservée jusqu'en 1957 avec le nom officiel de la colonie britannique de Côte-de-l'Or, qui, devenue indépendante, prit le nom autochtone de Ghana ; mais on retrouve ce nom sur les cartes de la première moitié du XXe siècle.

## Comptoirs historiques de la Côte dite «de l'Or»
Il semble en tous cas que cette appellation géographique n'ait longtemps pas été exclusive au Ghana : on récoltait de l'or aussi bien dans le lit de la Gambie, du Rio de Cantor des Portugais, et même dans tout le bassin ouest-africain. Dans les sources portugaises et anglaises du XVIe siècle, le toponyme désignait le plus souvent, faute d'un nom de comptoir, la côte de Mina. Il est très vraisemblablement apparu au XVIIe siècle sous l'influence des marins néerlandais, bien que la plus ancienne description hollandaise des côtes de Guinée, due à Bernhard Paludanus (alias Barent ten Broecke), qui date de 1596 (et décrit les expéditions de van Linschoten), n'évoque jamais ce terme. Il n'apparaît qu’avec le journal de bord du médecin souabe A. J. Ulsheimer, qui embarqua à bord d'un navire néerlandais en 1603 : 

« Comme je passais le printemps à Amsterdam, deux navires de la Compagnie de Gênes se sont présentés avant de repartir pour la Guinée le long de la Côte de l'Or (qui se trouve en Afrique et s'étend du Capo Palmas, à 4 degrés de l’Équateur jusqu'au-delà de la côte d'Acora-sous-le-Mont), sur 120 miles...Puis nous avons poursuivi à la voile, jusqu'au C. de 3 puntas, lieu où s'arrête la Côte de l'Or proprement dite. »

— A. J. Ulsheimer, in Adam Jones, German Sources for West African History, 1599-1669
Une autre mention en est donnée par Pieter de Marees (qui navigua dans ces parages l'an 1601), en 1602. Mais à la fin du XVIIe siècle, la Côte de l'Or désignait un littoral mieux délimité, qui marquait sans doute les limites d'influence des grandes puissances européennes en Afrique. Willem Bosman, qui passa les années 1690 sur la Côte de l'Or, indique qu'elle s'étend depuis 3 miles à l'ouest d'Assinie (l'actuelle Awiane) jusqu'au village de Pomni, à sept ou huit heures à l'est d'Aara. Quoiqu'il soit difficile de corroborer aujourd'hui ces affirmations,  elles témoignent que la Côte de l'Or s'étendait vraisemblablement de l'embouchure du Rio de Suegro d’Acosta des Portugais (y compris Issini pequena et Issini grande) jusqu'au Cap Monte, à l'ouest de Petit-Popo (Aného dans l'actuel Togo).
Dans la terminologie géographique du XIXe siècle, l'expression tendit de plus en plus à désigner la côte comprise entre les colonies anglo-néerlandaises à l'est du Cap des Palmes, et le Royaume de Dahomey ; mais l'usage n'était pas fixé et finit par renvoyer à la bande littorale comprise entre l'embouchure de l'Ankobra et celle de la Volta.

## L'évolution des forts de la Côte de l'Or dans la seconde moitié duXVIIesiècle
Entre 1482 et 1786, les Européens vont construire près de 80 comptoirs coloniaux fortifiés entre Keta et Beyin.
Bien avant de servir à la traite négrière, les forts africains furent organisés par les Européens pour réduire au maximum le temps des expéditions commerciales et ainsi le risque des maladies tropicales, la communauté marchande restant marquée par le souvenir d'une expédition de commerçants anglais qui en 1553 avaient perdu une centaine d’hommes sur 140 et dû abandonner deux de leurs navires par manque de marins.
Les navires pouvaient charger les marchandises pour le voyage de retour, mais aussi l'eau douce, et le jus de citron, pour lutter contre le scorbut, sans avoir à accoster, directement à partir des entrepôts et citernes, construits en surplomb pour cela, permettant un demi-tour sûr et rapide de l’expédition. Le fort, organisé comme un château féodal, était par ailleurs abrité des moustiques porteurs de paludisme et de fièvre jaune et permettait une escale pour des soins et des réparations. Dans le fort hollandais d'Elmina, en 1646, le gouverneur était intéressé aux ventes de jus de citron. Son succès depuis l'installation hollandaise de 1637, a inspiré les autres pays européens dans les décennies suivante. En juin 1641, les derniers Portugais du Fort Saint-Antoine d'Axim s'y rendirent au Général Ruychaver en promettant qu'ils « ne reçoivent plus rien de la part des Portugais», la garnison s'était réfugiée chez les Encasser africains, pour mener six mois une guérilla contre les Hollandais avant de fuir en août 1641 sur un vaisseau anglais. Les forts hollandais de la côte africaine, véritables entreprises polyvalentes avec ateliers et cultures, employaient 223 Engagés Blancs et près de 600 esclaves (491 hommes et 239 femmes et enfants), dont 183 pour celui d'Elmina et  156 pour Fort d'Axim, le reste se répartissant dans d'autres forts annexes.
Au milieu du siècle, l'Europe connaît une « famine monétaire », car l'afflux d'argent métal de la mine géante du Potosi péruvien a commencé à se tarir, lentement dans les années 1620 puis rapidement,. L'or africain, qui était éclipsé partiellement par l'argent péruvien depuis un demi-siècle, est alors extrêmement recherché, d'autant que les réserves monétaires ont été vidées par le prolongement de la guerre de Trente Ans, effectuée essentiellement par des mercenaires. C'est la raison de l'accumulation dans la seconde moitié du XVIIe siècle, sur 450 kilomètres de Gold Coast (actuel Ghana), d'une centaine postes de traite (châteaux, forts et postes moins importants), entremélés, parfois en alternance d'une nation à l'autre, presque régulière le long du rivage, dont une douzaine suédois et danois, grands et petits.
Au-delà, au contraire, sur la future « côte des Esclaves » une longue succession de lagunes et de marécages, n'avait pas encore un seul établissement européen permanent. Le fait que ces pays aient voulu rapidement concurrencer la Hollande dans la recherche d'or en Afrique et d'épices dans l’océan Indien s'est ajouté à l'émergence de leurs opérations commerciales en Amérique, dès les années 1630 pour les Anglais et Français, la décennie suivante pour les Suèdois et danois du Brandebourg. Lorsque le Duché de Courlande a par exemple décidé de coloniser Tobago, sa compagnie a entretenu un fort en Gambie. Les plupart des forts de la Gold Coast, mal implantés et sans préparation sérieuse, ont été abandonnés ou ont changé de propriétaire rapidement. 
Ces forts importaient quelques esclaves qui servent à transporter les marchandises, parfois lourdes, échangés contre de l'or, notamment le fer et le cuivre dont la Scandinavie est alors excédentaire. Mais ils n'en exportent pas, sauf prélévement exceptionnel sur leur main-d'œuvre, faute de filière locale. Le premier poste de traite négrière portugais, sur l’île saharienne d’Arguin, 2000 kilomètres plus au Nord, n’est jamais devenu important  mais c'est vers lui qu'en 1518 un négociant portugais en or avait dû se tourner pour obtenir une quarantaine de jeune esclaves à utiliser comme transporteurs . 

Anxieux d'obtenir de l'or des Africains de la Côte de l'Or, les Portugais puis les Hollandais ont d'abord au XVIe siècle l'interdiction formelle de les réduire en esclavage. Mais les politiques discordantes des occupants ou de leurs alliés locaux augmentèrent par ailleurs considérablement le risque d’attaque contre chaque garnison mais aussi de conflits inter-africains . Les populations locales découvrirent que des fusils et des munitions pouvaient leur être délivrés pour voler des marchandises tout en pouvant, en cas de rétorsion trouver refuge sous la protection des murs et du canon du Fort. 

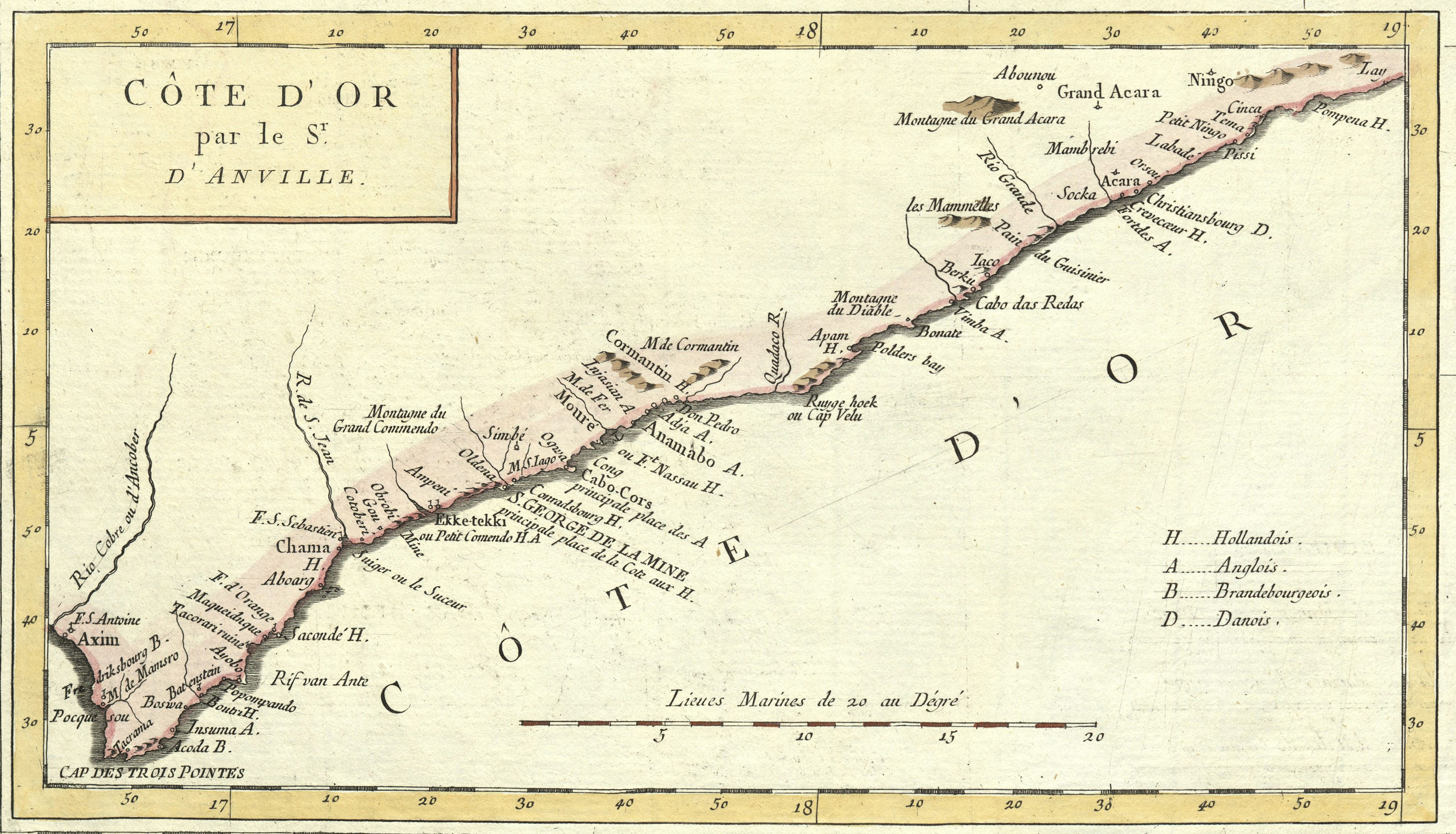
Côte d'Or par le Sr. D'Anville, 1779.

Quand la croissance de l'économie sucrière se fait moins forte dans les années 1650, les rivalités s'aiguisent. La plupart des marchands qui vont alors se tourner vers le trafic négrier, en ajoutant quelques esclaves, voire quelques dizaines, à condition d'avoir encore de la place sur le bateau, n'ont pas les moyens d'entretenir un fort et ce sont des compagnies spécialisées qui tenteront d'effectuer cette transition dans les années 1670 en jouant le rôle de grossistes. Les années 1660 et la décennie suivante voient une évolution importante de la Côte-de-l'Or, sous l'impulsion des Britanniques , qui y investissent sur le plan militaire et s'emparent de nombreux forts des autres nations mais acceptent ceux pris par les Danois, avec qui ils ont des liens d'affaires dans l'île antillaise britannique de la Barbade. L'Angleterre et la Hollande étant en guerre entre 1665 et 1667, qui a pour principal enjeu la maîtrise des principales routes commerciales maritimes, conclue par le traité de Bréda le 31 juillet 1667, chacun à son tour envoyé des expéditions navales à laquelle tout fort de simple résistance moyenne a cédé après peu ou pas de résistance.

## Subdivisions historiques
Il a existé entre le XVIe et le XIXe siècle une :  
- Côte-de-l'Or portugaise, absorbée par la Côte-de-l'Or néerlandaise de 1637 à 1641 ;
- Côte-de-l'Or suédoise, absorbée par la Côte-de-l’Or danoise en 1663 ;
- Côte-de-l'Or prussienne (à l'origine Côte de l'Or brandebourgeoise), absorbée par la Côte-de-l'Or néerlandaise en 1724 ;
- Côte-de-l'Or danoise, absorbée par la Côte-de-l'Or britannique en 1850 ;
- Côte-de-l'Or néerlandaise, absorbée par la Côte-de-l'Or britannique en 1872 ;
- Côte-de-l'Or britannique qui a graduellement absorbé les autres Côtes-de-l'Or européennes.

Elle tire son nom de la poudre d'or que les Européens y trouvaient. Mais comme la Côte d'Ivoire et la Côte des Graines (mais moins que l'une et l'autre), elle avait cessé au XIXe siècle de mériter son nom ; le commerce de la poudre d'or avait beaucoup diminué depuis le XVIe siècle. Il subsistait pourtant encore, et l'exploitation de l'or par les Britanniques, qui ont fait du pays une colonie en 1901, ajoutée au développement de la culture du cacao, lui ont conféré pendant une grande partie du XXe siècle une certaine prospérité. La région a été longtemps dominée par la puissance Ashanti. Le royaume des Ashantis est connu depuis le XVIIe siècle. Il a longtemps été opposé à l'autre population importante du pays, les Fantis et, au début du XIXe siècle, la guerre conduite contre ces derniers a mené à la confrontation directe des Ashantis avec les Européens établis sur la côte, et plus particulièrement les Britanniques. Finalement, après deux expéditions en 1874 et 1896 contre Kumasi, la capitale Ashanti, la colonie Britannique a été agrandie de tout le royaume des Ashantis, puis d'une partie de l'ancien Togoland allemand après la Première Guerre mondiale. Le pays accédera finalement à l'indépendance en 1957 et prendra son nom actuel de Ghana.